# مایکل ای. بندر
مایکل ای. بندر (به انگلیسی: Michael A. Bender) یک دانشمند رایانه آمریکایی است که به دلیل کارش در الگوریتم‌های حافظه پنهان، پایین‌ترین جد مشترک، ساختمان داده‌ها، زمان‌بندی (رایانه) و بازی‌های سنگریزه شناخته شده است. او دیوید آر. اسمیت استاد برجسته علوم رایانه در دانشگاه استونی بروک و یکی از بنیانگذاران شرکت راه‌اندازی فناوری ذخیره‌سازی توکوتک است.‌

## سنین جوانی و تحصیلات
بندر دکترای خود را در رشته علوم رایانه در سال ۱۹۹۸ از دانشگاه هاروارد تحت نظارت مایکل او. رابین دریافت کرد.

## مشارکت‌های پژوهشی
او پس از اتمام دکترای خود، توکوتک را تأسیس کرد. او رئیس برنامه نوزدهمین سمپوزیوم انجمن ماشین‌های حسابگر در مورد موازی‌سازی در الگوریتم‌ها و معماری (SPAA 2006) بود. ساختارهای داده بی-تری که توسط بندر، دیمین و فراچ-کلتون مورد مطالعه قرار گرفتند، مبنایی برای شماره‌گذاری درخت فرکتال مورد استفاده در محصولات توکو‌دی‌بی و توکو‌ام‌ایکس و توکوتک شدند.

## جوایز و افتخارات
در سال ۲۰۱۲ بندر برنده جایزه سیمون امر تست آف تایم در لاتین شد. در سال ۲۰۱۵، مقاله او با عنوان "دو سطح اصلی حافظه اصلی: الگوریتم‌های اولیه، تحلیل و شبیه‌سازی چند رشته‌ای" برنده جایزه بهترین مقاله در IPDPS شد. در سال ۲۰۱۶، مقاله او "بهینه‌سازی هر عملیات در یک سیستم فایل بهینه برای نوشتن" برنده جایزه بهترین مقاله در FAST شد.